# Nickelodeon Animation Studio
Nickelodeon Animation Studio es un estudio de animación estadounidense. El estudio es propiedad y está operado por Nickelodeon. Produce muchas de las series más populares de la animación, incluyendo Bob Esponja, The Loud House, El edificio Wayne y El ascenso de las Tortugas Ninja. También realiza producciones para Nicktoons.
Los fundamentos de animación de Nickelodeon comenzarian con la división de la creación de tres programas de dibujos animados originales, en 1991, Doug, Rugrats y Ren & Stimpy. Después de una pelea con el creador de Ren & Stimpy, John Kricfalusi en 1992, Nickelodeon fundó Games Animation para producir los futuros de animación, incluyendo su primer palno la serie La vida moderna de Rocko. Games Animation produjo gran parte en la década de 1990, en colaboración con empresas notables como Frederator Studios. En 1998, el estudio pasó de Studio City, California, para viajes en la celebración de una nueva instalación, y se cambió el nombre del estudio de animación de Nickelodeon.
Aparte de Nickelodeon, el estudio también ha producido series de dibujos animados para Nick Jr. y Nicktoons.

## Historia

### 1992-1998: Games Animation

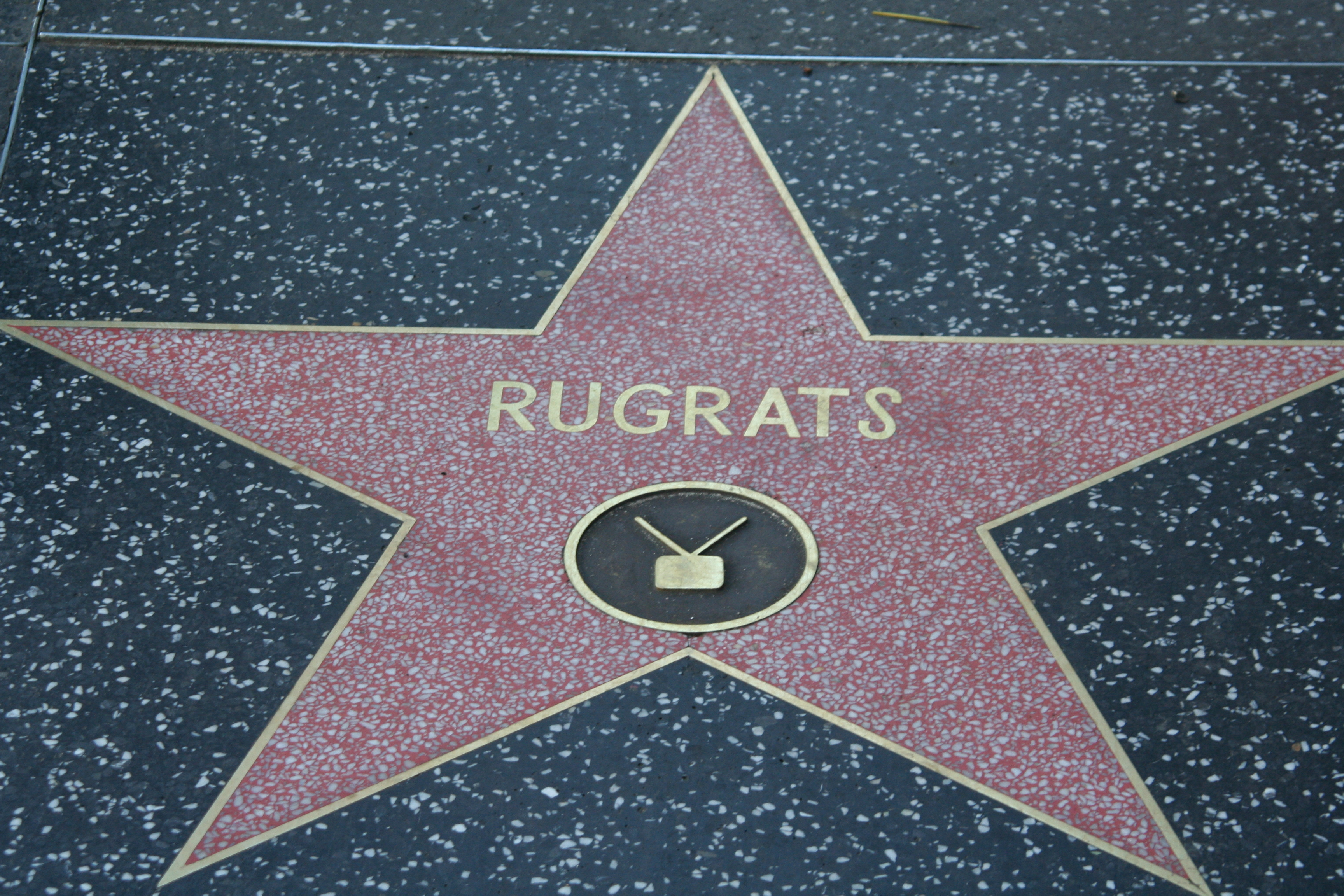
Estrella de Rugrats en el paseo de la fama de Hollywood

En lo más temprano del comienzo de Nickelodeon Animation Studio se encuentran en las raíces de la actividad del canal Nicktoons. En 1990, Nickelodeon nombra a Vanessa Coffey como productor ejecutivo de la animación, siendo importante en la búsqueda de nuevos personajes e historias que le permitan al canal de una gran entrada en el negocio de la animación. El alto costo de la animación de alta calidad había desanimado a Nickelodeon en el desarrollo de la programación de animación semanal. Aunque la mayoría de las cadenas de televisión de la época tendían que ir a producciones de animación de gran tamaño con un historial tratando de desarrollarlos en los sábados por la mañana, con a menudo y por lo general pre-vendiendo personajes de películas, juguetes o cómics, Nickelodeon lo deseada de manera diferente. Inspirado en los primeros días de la animación y el trabajo de Bob Clampett, Tex Avery y Chuck Jones, Nickelodeon se puso a buscar dibujantes frustrados absorbido por el sistema de estudio. El presidente de Nickelodeon, Geraldine Laybourne encargó ocho pilotos de seis minutos a un costo de $100.000 cada uno, antes de seleccionar tres. Buscando los talentos más innovadores en el campo, los productos de esta unión de artistas fueron Doug, Rugrats y Ren & Stimpy representado los doce años de presupuesto de la construcción hacia ese fin.
Sin embargo, a pesar de los esfuerzos, las relaciones se volvieron tensas con el creador de Ren & Stimpy, John Kricfalusi. En el otoño de 1992, Nickelodeon y Vanessa Coffey despidió a Kricfalusi. Nickelodeon afirmó que la terminación se debió a retrasos en la producción, mientras que Kriscfalusi sospechaba que la verdadera razón era que la red se sentía incómodo con más humor crudo. Nickelodeon se opuso a la mayoría de sus tramas y los personajes de propuestas, incluido George Liquor, y Archie Bunker. Después de que Kricfalusi y Nickelodeon se perdieran varias y prometidos nuevos episodios, Nickelodeon que había comprado los derechos de Ren & Stimpy de Kricfalusi negociaron un acuerdo con él.
En respuesta, Nickelodeon formó su propio estudio de animación, Games Animation. La serie se trasladó a Games y puesto bajo la supervisión creativa de Bob Camp, uno de los exdirector-escritor y socios de Kricfalusi. El plan de Nick era contratar a animadores jóvenes y les permiten hacer casi cualquier cosa que quieran. Coffey pronto renunció a la presidencia de animación y el vicepresidente de Nickelodeon, continuo con sus propios proyectos. Ella fue reemplazada por Mary Harrington, un productor de Nickelodeon que se mudó de Nueva York para ayudar a dirigir la división de Nicktoons que era un desastre,  que cerca de Kricfalusi fue despedido.
En 1992, el animador Joe Murray fue abordado por Nickelodeon, con intenciones de desarrollar una nueva serie. Joe Murray Murray Productions y Games Animation alquilarón un espacio de oficina en Ventura Boulevard en el Studio City de la zona de Valle de San Fernando de Los Ángeles, California. La producción se trasladó a un edificio de oficinas diferentes en Vineland Avenue en Studio City. Los ejecutivos hicieron un espacio al no compartir con el equipo creativo. Games Animation hizo su primera producción propia, la vida moderna de Rocko, que se estrenó en Nickelodeon en 1993.
La primera obligación era continuar con la producción de El Show de Ren & Stimpy en Nickelodeon. En ese momento, Games se encuentra en un edificio de oficinas en Studio City, California. Aparte de The Ren & Stimpy Show, otros Nicktoons de Nickelodeon se realizaron fuera en Jumbo Pictures (cuyo próximo acuerdo con Nickelodeon sería una serie de imagen real, La ventana de Allegra, para Nick Jr.) en la ciudad de Nueva York con Klasky Csupo (que entró en la popularidad de la corriente principal como productores de animación de Fox de la más larga duración en una serie animada Los Simpson desde 1987 hasta 1992 cuando los derechos de producción de animación fueron dados a Film Roman, así como de Everett Pecks Duckman que fue producida por Nickelodeon, empresa hermana de Paramount Televisión y emitida por USA Network en 1994 y 1997).
Games Animation nunca ha tenido un logotipo oficial. En su lugar, cada día, el estudio trabajó en su propio logotipo personalizado. En 1993, Nickelodeon dio su primera serie totalmente original, La vida moderna de Rocko, producida por Games Animation con la asociación de Joe Murray Studio. Games trabajó en el programa durante tres años y empleó a más de 70 personas durante el transcurso de su carrera. El programa fue cancelado en 1996 por Nickelodeon, debido a que su creador Joe Murray quería pasar más tiempo con su familia. Tras la cancelación, Games Animation produjo el piloto de ¡Oye Arnold!, junto con sus 2 primeras temporadas.

### 1998-2016: Nickelodeon Animation Studios
En 1996, Albie Hecht, el entonces presidente de cine y televisión de entretenimiento para Nickelodeon, se reunió con artistas de Nickelodeon para una sesión de lluvia de ideas sobre los elementos de su estudio ideal, y, con sus comentarios (y algo de inspiración en el legendario Willy Wonka en Charlie y la fábrica de chocolate), creó "un laboratorio lúdico, con el borde de inspiración y de corte que se espera que dé a luz a la próxima generación de los clásicos de la historieta." Y añadió: "Para mí, este edificio es la manifestación física de un sueño personal, y es que cuando la gente piensa de los dibujos animados, van a decir Nicktoons". Nickelodeon y Viacom, la empresa matriz arrojó una fiesta para celebrar la apertura de Nicktoons un nuevo estudio de animación el 4 de marzo de 1998. Durante la fiesta de lanzamiento, una reunión de partidarios de sindicatos formaron un piquete para protestar independientes de Nickelodeon.
Ubicado en la avenida 231 West Olive en Burbank, California, en 72 000 pies cuadrados (6.700 m²), diseñada por la zona de Los Ángeles, los empleados eran de 200-300 y hasta cinco producciones simultáneas. También contiene un curso de golf en miniatura (con un agujero dedicado a Walt Disney), una sala de baloncesto cubierta por galería de artistas, una tienda de estudio, y una fuente que lanza agua verde a la atmósfera. Los Nicktoons estudios, tienen unidades de cinco proyectos impulsados por la producción. Cada uno tiene su propio color y ambiente de diseño e incluye una sala de estar, escritor y sala de conferencias del guion gráfico. Además, este estudio tiene una etapa de Foley (para efectos de grabación de sonido en vivo), un área de posproducción, edición y mezcla de sonido y las habitaciones y una zona de loft arriba con claraboyas de los coloristas.
En septiembre de 1999, Nickelodeon abrió un importante nuevo estudio de animación digital en el 1633 Broadway, en Manhattan. El estudio de Nueva York se hizo cargo de la producción de Nick Jr.. Al mismo tiempo, la planta de Los Ángeles hizo la intro animada de El Show de Amanda.
Se informó en 2005 que el estudio estaba a la venta. Esto fue corregido más tarde, cuando el dueño del edificio estaba vendiendolo.

### 2016-presente: Nickelodeon Studios
En 2016, las instalaciones de animación de Nickelodeon se renovarón en una estructura de cristal de cinco pisos que formará parte de un nuevo complejo de estudios más grandes, este estará al lado de original estudio de Burbank. Este cambio se debe a que albergará varios animadores y a la vez producciones de acción en vivo, que pasará a formar parte del estudio como un medio de lograr producciones animadas que actualmente se producen en otros lugares el sur de California en una sola planta de producción. Debido a que albergará tanto animados y producciones de acción en vivo, el estudio se llamará simplemente Nickelodeon Studios. El estudio también albergará la cápsula del tiempo Nickelodeon, primero enterrado en Orlando, Florida en el estudio original de Nickelodeon y más tarde en el Nickelodeon Suites Resort, se moverá cerca del 17 de abril de 2016.

## Lista de producciones de Nickelodeon Animation Studio
Esta lista es de acuerdo al tiempo de producción de Nickelodeon Animation Studio. Varios notables como Klasky Csupo, Rugrats se omiten, ya que eran más en asociación con Nickelodeon y Nickelodeon Animation Studio (éstos también no se han mencionado en los "Shows", categoría en la web oficial del estudio). El nombre de "Nickelodeon Animation Studio", a diferencia de su predecesor, no aparece en ninguna de sus producciones. El espacio se da a menudo por los coproductores y el logotipo de Nickelodeon o Nicktoons. Una empresa diferente, Nickelodeon Productions, fue acreditado también en una serie de dibujos animados no producidos por el estudio de animación de Nickelodeon, tales como KaBlam! o Oh Yeah! Cartoons

### Series de TV

#### Nickelodeon (Nicktoons)
| Título                                      | Título                                         | Emisión                                          | Creador(es) | Coproducción                                                                                        | Emisora original                                              | Observaciones                                                                                           |
| Original                                    | Español                                        | Emisión                                          | Creador(es) | Coproducción                                                                                        | Emisora original                                              | Observaciones                                                                                           |
| 1990s                                       | 1990s                                          | 1990s                                            | 1990s | 1990s                                                                                               | 1990s                                                         | 1990s                                                                                                   |
| ------------------------------------------- | ---------------------------------------------- | ------------------------------------------------ | --- | --------------------------------------------------------------------------------------------------- | ------------------------------------------------------------- | --- |
| Doug                                        | Doug                                           | 11 de agosto de 1991-2 de enero de 1994          | Jim Jinkins | Jumbo Pictures                                                                                      | Nickelodeon                                                   | Solo temporadas 1 a la 4. Temporadas de la 5 a la 7 producidas por Disney Television Animation.         |
| Rugrats                                     | Aventuras en pañales                           | 11 de agosto de 1991-1 de agosto de 2004         | Arlene Klasky, Gábor Csupó y Paul Germain | Klasky Csupo                                                                                        | Nickelodeon                                                   | |
| The Ren & Stimpy Show                       | Ren y Stimpy                                   | 11 de agosto de 1991-20 de octubre de 1996       | John Kricfalusi | Spümcø                                                                                              | Nickelodeon (1991-1995) MTV (1996)                            | Supervisión de temporadas 1 y 2, producción a partir de temporada 3.                                    |
| Rocko's Modern Life                         | La vida moderna de Rocko                       | 18 de septiembre de 1993-24 de noviembre de 1996 | Joe Murray | Joe Murray Studio                                                                                   | Nickelodeon                                                   | |
| Aaahh!!! Real Monsters                      | ¡Aaahh! Monstruos de verdad                    | 29 de octubre de 1994-6 de diciembre de 1997     | Gábor Csupó y Peter Gaffney | Klasky Csupo                                                                                        | Nickelodeon                                                   | |
| Hey Arnold!                                 | ¡Oye, Arnold!                                  | 7 de octubre de 1996-8 de junio de 2004          | Craig Bartlett | Snee-Oosh, Inc.                                                                                     | Nickelodeon                                                   | |
| The Angry Beavers                           | Los castores cascarrabias                      | 19 de abril de 1997-26 de mayo de 2001           | Mitch Schauer | Gunther-Wahl Productions Inc.                                                                       | Nickelodeon                                                   | |
| CatDog                                      | CatDog                                         | 4 de abril de 1998-15 de junio de 2005           | Peter Hannan | Peter Hannan Productions Salami Studios                                                             | Nickelodeon (1998-2004) Nicktoons (2004-2005)                 | |
| The Wild Thornberrys                        | Los Thornberrys                                | 1 de septiembre de 1998-11 de junio de 2004      | Arlene Klasky, Gábor Csupó, Steve Pepoon, David Silverman, Stephen Sustarsic                                                                    | Klasky Csupo                                                                                        | Nickelodeon                                                   | |
| SpongeBob SquarePants                       | Bob Esponja                                    | 1 de mayo de 1999-presente                       | Stephen Hillenburg | United Plankton Pictures                                                                            | Nickelodeon                                                   | |
| Rocket Power                                | Rocket Power                                   | 16 de agosto de 1999-30 de julio de 2004         | Arlene Klasky y Gábor Csupó | Klasky Csupo                                                                                        | Nickelodeon                                                   | |
| 2000s                                       |                                                |                                                  | | |                                                               | |
| As Told by Ginger                           | Ginger                                         | 25 de octubre de 2000-14 de noviembre de 2006    | Emily Kapnek | Klasky Csupo                                                                                        | Nickelodeon (2000-2004) Nicktoons (2004-2006)                 | |
| The Fairly OddParents                       | Los padrinos mágicos                           | 30 de marzo de 2001-26 de julio de 2017          | Butch Hartman | Frederator Studios (Temporada 1-10) Nelvana (Temporada 1-5) Billionfold Studios (Temporada 6-10)    | Nickelodeon (2001-2016) Nicktoons (2017)                      | |
| Invader Zim                                 | Invasor Zim                                    | 30 de marzo de 2001-19 de agosto de 2006         | Jhonen Vasquez | | Nickelodeon (2001-2002) Nicktoons (2006)                      | |
| Action League Now!!                         | La Liga de la Acción                           | 18 de noviembre de 2001-10 de febrero de 2002    | Robert Mittenthal, Will McRobb, y Albie Hecht                                                                                                   | Flying Mallet, Inc. y Chuckimation                                                                  | Nickelodeon                                                   | Spin-off de KaBlam!                                                                                     |
| ChalkZone                                   | Zona Tiza                                      | 22 de marzo de 2002-23 de agosto de 2008         | Bill Burnett y Larry Huber | Frederator Studios                                                                                  | Nickelodeon                                                   | |
| The Adventures of Jimmy Neutron: Boy Genius | Las aventuras de Jimmy Neutrón, el niño genio  | 20 de julio de 2002-25 de noviembre de 2006      | John A. Davis | O Entertainment DNA Productions                                                                     | Nickelodeon                                                   | Primer Nicktoon que es spin-off de una película, en este caso de Jimmy Neutrón: el niño genio.          |
| All Grown Up!                               | Rugrats crecidos                               | 12 de abril de 2003-17 de agosto de 2008         | Arlene Klasky, Gábor Csupó y Paul Germain | Klasky Csupo                                                                                        | Nickelodeon                                                   | Spin-off de Rugrats.                                                                                    |
| My Life as a Teenage Robot                  | La robot adolescente                           | 1 de agosto de 2003-2 de mayo de 2009            | Rob Renzetti | Frederator Studios                                                                                  | Nickelodeon (2003-2005) Nicktoons (2008-2009)                 | |
| Danny Phantom                               | Danny Phantom                                  | 3 de abril de 2004-24 de agosto de 2007          | Butch Hartman | Billionfold Inc.                                                                                    | Nickelodeon                                                   | |
| Avatar: The Last Airbender                  | Avatar: la leyenda de Aang                     | 21 de febrero de 2005-19 de julio de 2008        | Michael Dante DiMartino y Bryan Konietzko | | Nickelodeon                                                   | |
| Catscratch                                  | Catscratch                                     | 9 de julio de 2005-10 de febrero de 2007         | Doug TenNapel | | Nickelodeon                                                   | |
| The X's                                     | Los X                                          | 25 de noviembre de 2005-25 de noviembre de 2006  | Carlos Ramos | | Nickelodeon                                                   | |
| El Tigre: The Adventures of Manny Rivera    | El Tigre: las aventuras de Manny Rivera        | 3 de marzo de 2007-13 de septiembre de 2008      | Jorge R. Gutiérrez y Sandra Equihua | Mexopolis                                                                                           | Nickelodeon (2007-2008) Nicktoons (2008)                      | |
| Tak and the Power of Juju                   | Tak y el poder del Juju                        | 31 de agosto de 2007-24 de enero de 2009         | Serie de videojuegos original: Avalanche EntertainmentDesarrolladores: Jed Spingarn, Nick Jennings y Mitch Watson                               | THQ                                                                                                 | Nickelodeon                                                   | Basado en el videojuego del mismo nombre.                                                               |
| Back at the Barnyard                        | La granja                                      | 29 de septiembre de 2007-12 de noviembre de 2011 | Steve Oedekerk | O Entertainment                                                                                     | Nickelodeon (2007-2010) Nicktoons (2011)                      | Spin-off de la película Barnyard.                                                                       |
| The Mighty B!                               | Mighty B!, la súper abeja                      | 26 de abril de 2008-12 de junio de 2011          | Amy Poehler, Cynthia True y Erik Wiese | Paper Kite Productions Polka Dot Pictures                                                           | Nickelodeon (2008-2010) Nicktoons (2010-2011)                 | |
| Making Fiends                               | Making Fiends                                  | 4 de octubre-1 de noviembre de 2008              | Amy Winfrey | | Nicktoons                                                     | Primer Nicktoon basado en una webserie. único Nicktoon producido exclusivamente para Nicktoons Network. |
| The Penguins of Madagascar                  | Los pingüinos de Madagascar                    | 28 de noviembre de 2008-19 de diciembre de 2015  | Personajes originales: Tom McGrath y Eric DarnellDesarrolladores: Mark McCorkle y Bob Schooley                                                  | DreamWorks Animation                                                                                | Nickelodeon (2008-2012) Nicktoons (2013-2015)                 | Primera coproducción con DreamWorks Animation. Spin-off de Madagascar.                                  |
| Fanboy and Chum Chum                        | Fanboy y Chum Chum                             | 12 de octubre de 2009-12 de julio de 2014        | Eric Robles | Frederator Studios                                                                                  | Nickelodeon (2009-2012) Nicktoons (2014)                      | |
| 2010s                                       |                                                |                                                  | | |                                                               | |
| Planet Sheen                                | Planeta Sheen                                  | 2 de octubre de 2010-15 de febrero de 2013       | Personajes originales: John A. DavisDesarrolladores: Keith Alcorn y Steve Oedekerk                                                              | O Entertainment                                                                                     | Nickelodeon (2010-2011) Nicktoons (2012-2013)                 | Spin-off de The Adventures of Jimmy Neutron: Boy Genius y, en turno, de la película.                    |
| T.U.F.F. Puppy                              | T.U.F.F. Puppy                                 | 2 de octubre de 2010-4 de abril de 2015          | Butch Hartman | Billionfold Inc.                                                                                    | Nickelodeon (2010-2013) Nicktoons (2013-2015)                 | |
| Winx Club                                   | Winx Club                                      | 27 de junio de 2011-10 de abril de 2016          | Iginio Straffi | Rainbow S.r.l.                                                                                      | Nickelodeon (2011-2014) Nick Jr. (2014-2016)                  | Temporadas de la 5 a la 7, y cuatro especiales.                                                         |
| Kung Fu Panda: Legends of Awesomeness       | Kung Fu Panda: la leyenda de Po                | 19 de septiembre de 2011-29 de junio de 2016     | Personajes originales: Ethan Reiff y Cyrus VorisDesarrollador: Peter Hastings                                                                   | DreamWorks Animation                                                                                | Nickelodeon] (2011-2014) Nicktoons (2016)                     | Spin-off de Kung Fu Panda.                                                                              |
| The Legend of Korra                         | La leyenda de Korra                            | 14 de abril de 2012-19 de diciembre de 2014      | Michael Dante DiMartino y Bryan Konietzko | Ginormous Madman Studio Mier Studio Pierrot                                                         | Nickelodeon (2012-2014) Nick.com (2014)                       | Secuela de Avatar: la leyenda de Aang.                                                                  |
| Robot & Monster                             | Robot & Monster                                | 4 de agosto de 2012-5 de marzo de 2015           | Dave Presler, Joshua Sternin y J.R. Ventimilia                                                                                                  | Smasho! Productions Lowbar Productions                                                              | Nicktoons (2013-2015)                                         | |
| Teenage Mutant Ninja Turtles                | Las Tortugas Ninja                             | 28 de septiembre de 2012-12 de noviembre de 2017 | Personajes originales: Kevin Eastman y Peter LairdDesarrolladores: Ciro Nieli, Joshua Sternin y J.R. Ventimilia                                 | Mirage Studios                                                                                      | Nickelodeon (2012-2017) Nicktoons (2017)                      | Primer Nicktoon basado en la franquicia del mismo nombre, tras su adquisición por Viacom.               |
| Monsters vs. Aliens                         | Monstruos contra alienígenas                   | 23 de marzo de 2013-8 de febrero de 2014         | Personajes originales: Conrad Vernon y Rob LettermanDesarrolladores: Mark McCorkle y Bob Schooley                                               | DreamWorks Animation                                                                                | Nickelodeon                                                   | Spin-off de la película Monsters vs Aliens.                                                             |
| Sanjay and Craig                            | Sanjay y Craig                                 | 25 de mayo de 2013-29 de julio de 2016           | Jim Dirschberger, Jay Howell y Andreas Trolf | Forest City Rockersp                                                                                | Nickelodeon                                                   | |
| Breadwinners                                | Breadwinners                                   | 17 de febrero de 2014-12 de septiembre de 2016   | Steve Borst y Gary "Doodles" DiRaffaele | | Nickelodeon (2014-2015) Nicktoons (2016)                      | |
| Harvey Beaks                                | Harvey Beaks                                   | 28 de marzo de 2015-29 de diciembre de 2017      | C. H. Greenblatt | | Nickelodeon (2015-2016) Nicktoons (2017)                      | |
| Pig Goat Banana Cricket                     | Cerdo Cabra Banana Grillo                      | 16 de julio de 2015-11 de agosto de 2018         | Dave Cooper y Johnny Ryan | | Nickelodeon (2015-2016) Nicktoons (2016-2018)                 | |
| The Loud House                              | The Loud House                                 | 2 de mayo de 2016-presente                       | Chris Savino | | Nickelodeon                                                   | |
| Bunsen is a Beast                           | Bunsen es una bestia                           | 16 de enero de 2017-10 de febrero de 2018        | Butch Hartman | Billionfold Inc.                                                                                    | Nickelodeon (2017) (2017-2018)                                | |
| Welcome to the Wayne                        | El edificio Wayne                              | 24 de julio de 2017-31 de mayo de 2019           | Billy Lopez | Yowza! Animation                                                                                    | Nicktoons (2018-2019)                                         | Basado en la webserie del mismo nombre.                                                                 |
| The Adventures of Kid Danger                | Las aventuras de Kid Danger                    | 15 de enero-14 de junio de 2018                  | Personajes originales: Dan Schneider | Powerhouse Animation Schneider's Bakery                                                             | Nickelodeon                                                   | Spin-off animado de la serie Henry Danger.                                                              |
| Rise of the Teenage Mutant Ninja Turtles    | El ascenso de las Tortugas Ninja               | 20 de julio de 2018-7 de agosto de 2020          | Personajes originales: Kevin Eastman y Peter LairdDesarrolladores: Andy Suriano y Ant Ward                                                      | Mirage Studios                                                                                      | Nickelodeon (2018-2019) Nicktoons (2019-2020)                 | Segundo Nicktoon basado en la franquicia del mismo nombre                                               |
| Pinky Malinky                               | Pinky Malinky                                  | 1 de enero-17 de julio de 2019                   | Chris Garbutt y Rikke Asbjoern | Jam Filled Entertainment                                                                            | Netflix                                                       | Originalmente un piloto para Cartoon Network. Primer Nicktoon producido para Netflix.                   |
| Middle School Moguls                        | Middle School Moguls                           | 2 - 29 de septiembre de 2019                     | Gina Heitkamp y Jenae Heitkamp | Gengirl Media, Inc                                                                                  | Nickelodeon                                                   | Miniserie.                                                                                              |
| The Casagrandes                             | Los Casagrande                                 | 14 de octubre de 2019-30 de septiembre de 2022   | Personajes originales: Chris SavinoDesarrolladores: Michael Rubiner y Miguel Puga                                                               | | Nickelodeon                                                   | Spin-off de The Loud House.                                                                             |
| 2020s                                       |                                                |                                                  | | |                                                               | |
| It's Pony                                   | Es Pony                                        | 18 de enero de 2020-26 de mayo de 2022           | Ant Blades | Blue Zoo Animation Studio                                                                           | Nickelodeon (2020) Nicktoons (2021-2022)                      | |
| Glitch Techs                                | Glitch Techs                                   | 21 de febrero-17 de agosto de 2020               | Eric Robles y Dan Milano | Flying Bank Productions Top Draw Animation                                                          | Netflix                                                       | |
| Kamp Koral: SpongeBob's Under Years         | Kamp Koral: ¡Los primeros años de Bob Esponja! | 4 de marzo de 2021-10 de julio de 2024           | †Stephen HillenburgDesarrolladores: Luke Brookshier, Marc Ceccarelli, Andrew Goodman, Kaz, Mr. Lawrence y Vincent Waller                        | United Plankton Pictures                                                                            | Paramount+                                                    | Spin-off de Bob Esponja. Primer Nicktoon producido para Paramount+.                                     |
| Rugrats                                     | Rugrats: aventuras en pañales                  | 27 de mayo de 2021-presente                      | Personajes originales: Arlene Klasky, Gábor Csupó y Paul Germain                                                                                | Klasky Csupo                                                                                        | Paramount+ (2021-2023) Nicktoons (2024)                       | Reboot de la serie original de 1991.                                                                    |
| The Patrick Star Show                       | El show de Patricio Estrella                   | 9 de julio de 2021-presente                      | Personajes originales: †Stephen HillenburgDesarrolladores: Luke Brookshier, Marc Ceccarelli, Andrew Goodman, Kaz, Mr. Lawrence y Vincent Waller | United Plankton Pictures                                                                            | Nickelodeon                                                   | Spin-off de Bob Esponja.                                                                                |
| Middlemost Post                             | Middlemost: Aventura postal                    | 9 de julio de 2021-21 de octubre de 2022         | John Trabbic III | Yowza! Animation                                                                                    | Nickelodeon                                                   | |
| Star Trek: Prodigy                          | Star Trek: Prodigy                             | 28 de octubre de 2021-1 de agosto de 2024        | Concepto original: †Gene RoddenberryDesarrolladores: Kevin & Dan Hageman                                                                        | Secret Hideout Roddenberry Entertainment Brothers Hageman Productions CBS Eye Animation Productions | Paramount+ (2021-2022) Nickelodeon (2021-2022) Netflix (2024) | Primer Nicktoon basado en la franquicia de Star Trek.                                                   |
| Big Nate                                    | Nate, el grande                                | 17 de febrero de 2022-7 de julio de 2023         | Personajes originales: Lincoln PeirceDesarrollador: Mitch Watson                                                                                | John Cohen Productions                                                                              | Paramount+ Nickelodeon                                        | Basado en la franquicia de cómics del mismo nombre.                                                     |
| Monster High                                | Monster High                                   | 6 de octubre de 2022-presente                    | Desarrollador: Garrett Sander | Mattel Television                                                                                   | Nickelodeon                                                   | Basado en la franquicia del mismo nombre.                                                               |
| Transformers: EarthSpark                    | Transformers: La chispa de la Tierra           | 11 de noviembre de 2022-presente                 | Franquicia: HasbroDesarrolladores: Ant Ward, Ciro Nieli y Nicole Dubuc                                                                          | Entertainment One                                                                                   | Paramount+ Nickelodeon                                        | Basado en la franquicia del mismo nombre.                                                               |
| Rock Paper Scissors                         | Piedra, Papel, Tijera                          | 12 de febrero de 2024-presente                   | Kyle Stegina y Josh Lehrman | | Nickelodeon                                                   | |
| The Fairly OddParents: A New Wish           | Los padrinos mágicos: un nuevo deseo           | 20 de mayo de 2024-presente                      | Personajes originales: Butch Hartman Desarrollador: Daniel Abramovici, Ashleigh Crystal Hairston, Lindsay Katai y Dave Stone                    | FredFilms Billionfold Inc.                                                                          | Nickelodeon                                                   | Una secuela de Los padrinos mágicos.                                                                    |
| Tales of the Teenage Mutant Ninja Turtles   | Tortugas Ninja: Historias Mutantes             | 9 de agosto de 2024-presente                     | Personajes originales: Kevin Eastman y Peter Laird Desarrollador: Christopher Yost y Alan Wan                                                   | Point Grey Pictures                                                                                 | Paramount+                                                    | Seguimiento de la película Teenage Mutant Ninja Turtles: Mutant Mayhem.                                 |
| Max & the Midknights                        | Max y La Pandilla Medieval                     | 30 de octubre de 2024-presente                   | Personajes originales: Lincoln Peirce | Jane Startz Productions                                                                             | Nickelodeon                                                   | Basado en la serie de libros infantiles del mismo nombre.                                               |
| Series futuras                              |                                                |                                                  | | |                                                               | |
| Garfield                                    | Garfield                                       | Por anunciar                                     | Personajes originales: Jim Davis | Paws, Inc                                                                                           | Nickelodeon                                                   | Primer Nicktoon basado en Garfield, tras la adquisición de Paws, Inc. por parte de ViacomCBS.           |
| Adventures in Wonder Park                   | Adventures in Wonder Park                      | Por anunciar                                     | Personajes originales: Robert Gordon, Josh Applebaum y André NemecDesarrolladores: David Zuckerman y Anne Flett-Giordano                        | Paramount Animation Skydance Animation Madrid                                                       | Nickelodeon                                                   | Spin-off de la película Wonder Park.                                                                    |

#### Antología
| Título                  | Título                  | Emisión                                         | Creador(es)                                    | Coproducción                    | Emisora original | Observaciones |
| Original                |                         | Emisión                                         | Creador(es)                                    | Coproducción                    | Emisora original | Observaciones |
| ----------------------- | ----------------------- | ----------------------------------------------- | ---------------------------------------------- | ------------------------------- | ---------------- | ------------- |
| KaBlam!                 | KaBlam!                 | 11 de octubre de 1996-27 de mayo de 2000        | Robert Mittenthal Will McRobb y Chris Viscardi | Flying Mallet.Inc (Temporada 4) | Nickelodeon      |               |
| Oh Yeah! Cartoons       | Oh Yeah! Cartoons       | 19 de julio de 1998-30 de agosto de 2002        | Fred Seibert                                   | Frederator Studios              | Nickelodeon      |               |
| Nicktoons Film Festival | Nicktoons Film Festival | 1 de septiembre de 2004-20 de noviembre de 2009 | Fred Seibert                                   | Frederator Studios              | Nicktoons        |               |
| Random! Cartoons        | Random! Cartoons        | 6 de diciembre de 2008-20 de diciembre de 2009  | Fred Seibert                                   | Frederator Studios              | Nicktoons        |               |

#### Nick Jr.
| Título                              | Título                              | Emisión                                                                | Creador(es) | Coproducción                                                                                       | Emisora original                                                      | Observaciones                                                                   |
| Original                            | Español                             | Emisión                                                                | Creador(es) | Coproducción                                                                                       | Emisora original                                                      | Observaciones                                                                   |
| 1990s                               | 1990s                               | 1990s                                                                  | 1990s | 1990s                                                                                              | 1990s                                                                 | 1990s                                                                           |
| ----------------------------------- | ----------------------------------- | ---------------------------------------------------------------------- | --- | -------------------------------------------------------------------------------------------------- | --------------------------------------------------------------------- | ------------------------------------------------------------------------------- |
| Blue's Clues                        | Las pistas de Blue                  | 8 de septiembre de 1996-6 de agosto de 2006                            | Traci Paige Johnson, Todd Kessler, y Angela Santomero                                                               | Out of the Blue Enterprises                                                                        | Nickelodeon                                                           | Producido por Nick Digital                                                      |
| Little Bill                         | Pequeño Bill                        | 28 de noviembre de 1999-6 de febrero de 2004                           | Bill Cosby y Varnette P. Honeywood Desarrollador: Fracaswell Hyman                                                  | Smiley, Inc.                                                                                       | Nickelodeon                                                           | Producido por Nick Digital                                                      |
| 2000s                               |                                     |                                                                        | | |                                                                       |                                                                                 |
| Dora the Explorer                   | Dora la exploradora                 | 14 de agosto de 2000-5 de junio de 2014;7 de julio-9 de agosto de 2019 | Chris Gifford, Valerie Walsh Valdes, y Eric Weiner                                                                  | | Nickelodeon                                                           | Coproducida con el estudio de Nueva York                                        |
| Oswald                              | Oswald                              | 20 de agosto de 2001-19 de septiembre de 2003                          | Dan Yaccarino Desarrollador: Lisa Eve Hubman, y Dan Yaccarino                                                       | HIT Entertainment                                                                                  | Nickelodeon                                                           |                                                                                 |
| The Backyardigans                   | Los Backyardigans                   | 11 de octubre de 2004-12 de julio de 2013                              | Janice Burgess | Nelvana                                                                                            | Nickelodeon                                                           |                                                                                 |
| Go, Diego, Go!                      | Go, Diego, Go!                      | 6 de septiembre de 2005-16 de septiembre de 2011                       | Chris Gifford y Valerie Walsh Valdes                                                                                | | Nickelodeon                                                           | Spin-off de Dora la exploradora Coproducida con el estudio de Nueva York        |
| Wonder Pets                         | Las mascotas maravilla              | 3 de marzo de 2006-17 de octubre de 2016                               | Josh Selig | Little Airplane Productions                                                                        | Nickelodeon (2006-2011) Nick Jr.(2009-2016)                           |                                                                                 |
| Ni Hao, Kai-Lan                     | Ni Hao, Kai-Lan                     | 7 de febrero de 2008-21 de agosto de 2011                              | Karen Chau Desarrollador: Mary Harrington, Karen Chau, Judy Rothman, y Sascha Paladino                              | HarringToons Productions                                                                           | Nickelodeon Nick Jr.                                                  |                                                                                 |
| 2010s                               |                                     |                                                                        | | |                                                                       |                                                                                 |
| Team Umizoomi                       | Equipo Umizoomi                     | 25 de enero de 2010-24 de abril de 2015                                | Soo Kim, Michael T. Smith, y Jennifer Twomey                                                                        | Curious Pictures                                                                                   | Nickelodeon                                                           |                                                                                 |
| Bubble Guppies                      | Bubble Guppies                      | 24 de enero de 2011-30 de junio de 2023                                | Johnny Bely y Robert Scull                                                                                          | Wild Brain (Temporada 1) Nelvana (Temporada 2-4) Jam Filled Entertainment (Temporada 5-6)          | Nickelodeon                                                           | Coproducida con el estudio de Nueva York                                        |
| Wallykazam!                         | Wallykazam!                         | 3 de febrero de 2014-9 de septiembre de 2017                           | Adam Peltzman | | Nickelodeon (2014-2016) Nicktoons (2016-2017)                         | Producido con el estudio de Nueva York                                          |
| Dora and the Friends: Into the City | Dora y sus amigos                   | 18 de agosto de 2014-5 de febrero de 2017                              | Chris Gifford, y Valerie Walsh Valdes                                                                               | | Nickelodeon                                                           | Spin-off de Dora la exploradora. Coproducida con el estudio de Nueva York       |
| Blaze and the Monster Machines      | Blaze and the Monster Machines      | 13 de octubre de 2014-presente                                         | Jeff Borkin, y Ellen Martin Desarrollador: Clark Stubbs, Jeff Borkin and Ellen Martin                               | Nerd Corps Entertainment (Temporada 1) DHX Media (Temporada 2-4) Wild Brain (Temporada 5-presente) | Nickelodeon Nick Jr.                                                  |                                                                                 |
| Fresh Beat Band of Spies            | Fresh Beat Band of Spies            | 15 de junio de 2015-24 de febrero de 2016                              | Nadine van der Velde, y Scott Kraft                                                                                 | Nelvana 6point2                                                                                    | Nickelodeon (2014) Nick Jr. (2015-2016)                               | Spin-off animado de la serie de Fresh Beat Band                                 |
| Shimmer & Shine                     | Shimmer & Shine                     | 24 de agosto de 2015-9 de febrero de 2020                              | Farnaz Esnaashari-Charmatz                                                                                          | | Nickelodeon (2015-2018) Nick Jr. (2018-2020)                          |                                                                                 |
| Nella and the Princess Knight       | Nella, una princesa valiente        | 6 de febrero de 2017-20 de julio de 2021                               | Christine Ricci | Brown Bag Films                                                                                    | Nickelodeon (2017) Nick Jr. (2018-2020) Paramount+ (2021)             |                                                                                 |
| Sunny Day                           | Sunny Day                           | 21 de agosto de 2017-1 de marzo de 2020                                | Abie Longstaff Desarrollador: Paula Rosenthal                                                                       | Silvergate Media Pipeline Studios                                                                  | Nickelodeon (2017-2019) Nick Jr.(2017-2019) Amazon Prime Video (2020) |                                                                                 |
| Butterbean's Café                   | Butterbean's Café                   | 12 de noviembre de 2018-1 de noviembre de 2020                         | Johnny Bely y Robert Scull                                                                                          | Brown Bag Flims                                                                                    | Nickelodeon Nick Jr.                                                  | Coproducida con el estudio de Nueva York                                        |
| Blue's Clues & You!                 | ¡Pistas de Blue y tú!               | 12 de noviembre de 2019-presente                                       | Traci Paige Johnson, Tess Kessler, y Angela Santomero Desarrollador: Traci Paige Johnson, y Angela Santomero        | 9 Story Media Group Brown Bag Films                                                                | Nickelodeon (2019-2023) Nick Jr.(2023-presente)                       | Reboot de la serie original de 1996                                             |
| 2020s                               |                                     |                                                                        | | |                                                                       |                                                                                 |
| Santiago of the Seas                | Santiago de los mares               | 9 de octubre de 2020-presente                                          | Niki Lopez, Leslie Valdes, y Valerie Walsh Valdes                                                                   | Walsh Valdés Productions (T1)                                                                      | Nickelodeon (2020-2023) Nick Jr. (2023-presente)                      |                                                                                 |
| Baby Shark's Big Show!              | Baby Shark, el gran show            | 11 de diciembre de 2020-presente                                       | Pinkfong Desarrollador: Whitney Ralls, Gary "Doodles" DiRaffaele, y Tommy Sica                                      | SmartStudy Pinkfong                                                                                | Nickelodeon (2020-2023) Nick Jr.(2024-presente)                       |                                                                                 |
| Face's Music Party                  | Face's Music Party                  | 3 de junio de 2022-11 de diciembre de 2023                             | Nickelodeon Desarrollador: Jonas Morganstein y David Kleiler                                                        | Jonas & Co                                                                                         | Nickelodeon                                                           |                                                                                 |
| The Tiny Chef Show                  | El show de Tiny Chef                | 9 de septiembre de 2022-presente                                       | Rachel Larsen, Adam Reid y Ozlem Akturk                                                                             | Imagine Kids+Family                                                                                | Nickelodeon                                                           |                                                                                 |
| Bossy Bear                          | Oso Bossy                           | 6 de marzo de 2023-presente                                            | David Horvath y Sun-Min Kim Desarrollador: Jason Hopley y Jeff D'Elia                                               | Imagine Kids+Family Renegade Animation                                                             | Nickelodeon                                                           |                                                                                 |
| Dora                                | Dora ¡Di hello a la aventura!       | 12 de abril de 2024-presente                                           | Personajes originales: Clark Stubbs, Jeff Borkin y Ellen Martin Desarrollador: Chris Gifford y Valerie Walsh Valdes | Little Coops Walsh Valdés Productions Pipeline Studios                                             | Paramount+                                                            | Reboot de la serie original de Dora la exploradora.                             |
| Wonder Pets: In The City            | Las mascotas maravilla en la ciudad | 13 de diciembre de 2024-presente                                       | Personajes originales: Josh SeligDesarrollador: Jennifer Oxler                                                      | | Apple TV                                                              | ¡Renacimiento de La mascotas maravilla. Está previsto que se lance en Apple TV+ |
| Super Duper Bunny League            | 19 de abril de 2025-presente        | Jamie Smart Desarrollador: Jonny Belt and Robert Scull                 | Gigglebug Entertainment                                                                                             | Nickelodeon                                                                                        | Basado en la serie de cómics del mismo nombre.                        |                                                                                 |
| Series futuras                      |                                     |                                                                        | | Nickelodeon                                                                                        |                                                                       |                                                                                 |
| HexVets and Magic Pets              | 2025                                | Sam Davies Desarrollador: Nicole Dubuc                                 | Boom! Studios TeamTO                                                                                                | |                                                                       |                                                                                 |

### Películas
| Título                                      | Fecha de lanzamiento                                              | Presupuesto     | Recaudación  | Coproducción                                        | Distribución       |
| ------------------------------------------- | ----------------------------------------------------------------- | --------------- | ------------ | --------------------------------------------------- | ------------------ |
| The Rugrats Movie                           | 20 de noviembre de 1998                                           | $24 millones    | $140.894.675 | Klasky Csupo                                        | Paramount Pictures |
| Rugrats en París: La película               | 17 de noviembre de 2000                                           | $30 millones    | $103.291.131 | Klasky Csupo                                        | Paramount Pictures |
| Jimmy Neutrón: el niño genio                | 21 de diciembre de 2001                                           | $30 millones    | $102.992.536 | O Entertainment y DNA Productions                   | Paramount Pictures |
| ¡Oye, Arnold! La película                   | 28 de junio de 2002                                               | $3-4 millones   | $15.249.308  | Snee-Oosh, Inc.                                     | Paramount Pictures |
| The Wild Thornberrys Movie                  | 20 de diciembre de 2002                                           | $35 millones    | $60.694.737  | Klasky Csupo                                        | Paramount Pictures |
| Rugrats Go Wild                             | 13 de junio de 2003                                               | $25 millones    | $55.405.066  | Klasky Csupo                                        | Paramount Pictures |
| Bob Esponja: La película                    | 19 de noviembre de 2004                                           | $30 millones    | $140.161.792 | United Plankton Pictures                            | Paramount Pictures |
| Barnyard                                    | 4 de agosto de 2006                                               | $51 millones    | $116.476.887 | Omation Animation Studio                            | Paramount Pictures |
| Bob Esponja: Un héroe fuera del agua        | 6 de febrero de 2015                                              | $66-74 millones | $311.600.000 | Paramount Animation y United Plankton Pictures      | Paramount Pictures |
| Wonder Park                                 | 15 de marzo de 2019                                               | $100 millones   | $119.559.110 | Paramount Animation y Ilion Animation Studios       | Paramount Pictures |
| The SpongeBob Movie: Sponge on the Run      | 14 de agosto de 2020 (Canadá) 4 de marzo de 2021 (Estados Unidos) | $85.000.000     | $            | Paramount Animation, United Plankton Pictures y MRC | Paramount Pictures |
| Teenage Mutant Ninja Turtles: Mutant Mayhem | 2 de agosto de 2023                                               | $70 000 000     | $180 513 586 | Paramount Pictures y Point Grey Pictures            | Paramount Pictures |